# Кешко
Кешко, породица краљице Наталије Обреновић, је фамилија бољара румунског порекла. Отац краљице Наталије је био руски пуковник Петар Иванович Кешко, велепоседник, а мајка Пулхерија Стурдза, кћерка Николаја Стурдзе и унука владара, господара Молдавије Ивана Стурдзе. Породица Кешко имала је имања у Бесарабији (Молдавији), а сматрала је да води порекло од византијске царске породице Комнин.
Краљица Наталија имала је брата Ивана и сестре Марију (Маријету) и Катарину, удату Гика. Сестре краљице Наталије су, једно време, после њене удаје за краља Милана, живеле у Београду. Њихова тетка била је из породице Мурузи, а старатељ после смрти родитеља, био је, изгледа кнез јерменског порекла Ђорђе Манукбеј. Краљица Наталија је одрасла у Одеси и сматрала се Рускињом.

### Балша
Отац краљице Наталије је пуковник Петар Иванович Кешко, чија мајка Наталија Балша је кћерка румунског бољара Ђорђа Балша. Румунска бољарска породица Балша сматра да води порекло од средњовековних српских Балшића. Друга кћерка Ђорђа Балша Есмералда Балша је мајка Марије Катарџи, мајке краља Милана. Краљ Милан и краљица Наталија Обреновић били су у дворструком сродству јер су имали заједничког прадеду Ђорђа Балшу, а и преко молдавске владарске породице Стурдза, из које су биле мајка и прабаба краљице Наталије, као и прабаба краља Милана.
Према румунској бољарској породици Балша и подацима које је прихватио сабор молдавских бојара 1813, Балшићи су пореклом од српских Балшића. Међутим, ова веза није опште прихваћена, иако није немогућа. Историјски подаци поуздани су у следећем делу родослова. Бојан Балша (умро 1719) имао је унука Ђурђа (Ђорђа) Балшу (помиње се око 1750), чији син Константин Балша је био велики логотет кнежевине Молдавије. Константинов син Ђурађ Балша се 1778. оженио Роксандом, кћерком Гргура Стур(д)зе из владарске, кнежевске молдавске породице.

#### Калимахи и Стурдзе
Роксанда Балша, рођ. Стурдза (1785-1844), кћерка Гргура Струдзе и Марије Калимахи (1762-1822), заједничка прабаба краља Милана и краљице Наталије, била је по мајци унука кнеза Молдавије Григорија Калимахија (1735-1769), сина кнеза Молдавије (1758-1761 Иона (Јована) Теодора Калимахија.

#### Ђурађ Балша
Ђурађ Балша и Роксанда Балша, рођ. Стурдза су заједнички прадеда и прабаба краља Милана и краљице Наталије Обреновић.
Ђурађ и Роксанда Балша имали су сина Александра, великог дворника и кћерке Наталију и Есмералду (Есмеранду, Смарагду).

#### Катарџи
Есмералда Балша (1811-1886) била је удата за Константина Катарџија, великог логотета Молдавије, а њихова кћерка Марија је са Милошем Јевремовим Обреновићем, кнез Милошевим братанцем имала сина краља Милана. Ујак краља Милана Ђорђе Катарџи, био је генерал српске војске.

#### Кешко
Наталија, кћерка Ђурђа и Роксанде Балша била је удата за Ивана Петровича Кешко, властелина и коморника, чији син Петар Иванович Кешко је са принцезом Пулхеријом Стурдза, имао Наталију Кешко, удату 5. октобра 1875 за краља Милана.

### Стурдза
Пулхерија Стурдза, кћерка Николаја Стурдзе и унука владара кнеза, односно господара Молдавије, пре њеног уједињења са Влашком, Ивана Стурдзе удала се за пуковника Петра Ивановича Кешка. Њихова кћерка је краљица Наталија Обреновић, која се родила у Фиренци 1859. године. Пулхеријина мајка је била Марија Розети-Розновану из града Јаши у Румунији.

### Сродство
Румунска бољарска породица Кешко у сродству је била са владарским породицама Молдавије и Влашке Стурдзама, Каламахијима и др.

### Занимљивости

#### Блиско сродство краља Милана и краљице Наталије
Краљ Милан Обреновић и краљица Наталија били су у блиском сродству. Имали су заједничког прадеду и прабабу, односно њихове бабе биле су сестре. Занимљиво је да је по истој линији у даљем сродству са последњим Обреновићима краљем Миланом, краљицом Наталијом и краљем Александром Обреновићем принц Александар Карађорђевић.

#### Даље сродство краља Милана Обреновића и Карађорђевића
Роксанда Балша, рођ. Стурдза (1785-1844), кћерка Гргура Струдзе и Марије Калимахи (1762-1822), заједничка прабаба краља Милана и краљице Наталије, била је по мајци унука кнеза Молдавије Григорија Калимахија (1735-1769), сина кнеза Молдавије (1758-1761) Иона (Јована) Теодора Калимахија, чији је потомак, по мајци и принц Александар Карађорђевић. Кнез Молдавије Ион (Јован) Теодор Калимахи имао је, поред сина кнеза Григорија Калимахија, претка краља Милана и краљице Наталије, и кћерку Севастију Калимахи. Севастије Калимахи (рођена 1736) удата Суцо, имала је кћерку Марију (Мариора) Суцо удату Аргиропулос, чији син др Перикле Аргиропулос (1810-1860) је имао сина Јакова Аргиропулоса (1845-1923), чија кћерка Марија Аргиропулос (1874-1930) је мајка грчке принцезе Аспазије (1896-1972), мајке краљице Александре Карађорђевић (1921-1993), жене краља Петра II и мајке принца Александара Карађорђевића.